# Inaru River
Der Inaru River ist ein etwa 162 km langer Zufluss der Beaufortsee im Bereich der North Slope im Norden des US-Bundesstaats Alaska.

## Flusslauf
Der Inaru River hat seinen Ursprung in dem 18 m hoch gelegenen See Lake Itinik, 15 km von der Meeresküste entfernt. Der Fluss durchquert eine von Thermokarst-Seen durchsetzte Tundra-Küstenlandschaft in ostnordöstlicher Richtung und mündet schließlich in die Kuyanak Bay, eine kleine Seitenbucht der Admiralty Bay, welche sich zur Beaufortsee hin öffnet. Im Mündungsbereich trifft ein nördlicher Mündungsarm des weiter südlich fließenden Meade River auf den Inaru River. Weiterhin befindet sich unmittelbar oberhalb der Mündung der See Sisgravik Lake. Der Inaru River entwässert ein Areal von schätzungsweise 1500 km².

## Namensgebung
Der aus der Eskimo-Sprache stammende Flussname wurde 1885 von Captain Ray veröffentlicht. Es gibt verschiedene inoffizielle Namensvarianten. Die heutigen Eskimo nennen den Fluss „Kugaarug“.